# 怪盗ラレロ
『怪盗ラレロ』（かいとうラレロ）は、加納一朗作の小説、およびそれを元にした日本テレビ系で1968年10月7日から1969年3月24日まで放映された東映製作のテレビドラマ。全24話。和泉製菓の一社提供。モノクロ作品｡
放送時間は毎週月曜18時 - 18時30分。

## 概要
「週刊少年マガジン」（講談社刊）に連載していた小説をテレビドラマ化。テレビ化にあたって、ジョージ秋山によって「ぼくら」（講談社刊）にマンガ連載された。
当初、配役にラレロ役に牟田悌三、ポポポ役に市村俊幸がキャスティングされていたが、諸事情により当時人気があった漫才コンビの青空はるお・あきおに配役が交代された。ラレロとポポポのキャラクターは演じる二人の芸風そのままとなっている。

## あらすじ
マラリア星から来た怪盗ラレロと、彼を追う刑事ポポポが地球で騒動を巻き起こす。「ブンドラ〜」の呪文で何でも盗むラレロだが、盗むのは大抵役に立たないものばかり。

## 原作小説
1968年12月8日、講談社より初版発行。作者は加納一朗。ラレロが「ぶんどら～」という呪文を使わない、中上家の末っ子で健太の弟のボクくんが登場しない、ラレロが全く変装しない、ラレロは洋服の模様や洋服自体、さらには人間や「人間の悪い心」まで盗める万能泥棒である。原作版はドラマ版と様々な違いがある。
1981年ごろまでは文庫等で度々再刊行されていた。

## スタッフ
- 企画：平山亨（東映）、藤井賢祐（日本テレビ）
- プロデューサー：井上雅央（東映）、上野徹、三島宏夫（日本テレビ）
- 原作：加納一朗
- 脚本：辻真先、若井基成、加納一朗、伊上勝 ほか
- 音楽：山下毅雄
- 主題歌：「怪盗ラレロの唄」（作詞：辻真先、作曲：山下毅雄、歌：青空はるお・あきお）
- 撮影：村上俊郎 ほか
- 美術：北郷久典
- 編集：香田稔
- 記録：川村澪子 ほか
- 助監督：館野彰 ほか
- 擬斗：久地明
- 現像：東映化学工業株式会社
- 監督：竹本弘一、折田至、佐伯孚治
- 製作：東映、日本テレビ

## キャスト
- 青空あきお（ラレロ）
- 青空はるお（ポポポ）
- 吉田次昭（中上健太）
- 星野みどり（中上由利子）
- 山田人志（トッチン）
- 奥野浩毅（ボクくん）
- 瀬良明（父・中上虎太郎）
- 武智豊子（母・中上初子）
- 久地明
- 西本良太郎
- 畑中猛重 ほか

- ナレーター 野沢那智

## 放送リスト
1. 不思議なおかしな怪盗ラレロ （1968年10月7日）
2. まじめにやろうよチンドン屋 （10月14日）
3. めんどうみるぜ乞食松 （10月28日）
4. どうなってんだヨ 力持ち （11月4日）
5. かわいいやつだヨ豆飛行機 （11月11日）
6. びっくらこいたよ運動会 （11月18日）
7. 追放しちまえ悪党ラレロ （11月25日）
8. 無責任だよ お洗濯 （12月2日）
9. タネも仕掛もあったよ魔術 （12月9日）
10. 死ぬほどまずいよラレロ料理 （12月16日）
11. 廻れ走れよ遊園地 （12月23日）
12. びっくりドッキリお馬の散歩 （12月30日）
13. がっちり行けよプロレス合戦 （1969年1月6日）
14. 生命がけだぜスパイ騒動 （1月13日）
15. デッカク盗ろうよハイウエイ （1月20日）
16. ドチャラカパイだよ大喧嘩 （1月27日）
17. 弱きを助けろ健太は男だ （2月3日）
18. ドッキリしたよラレロの易者 （2月10日）
19. 日本一だよ泥棒合戦 （2月17日）
20. すかっとせられた誕生日 （2月24日）
21. おったまげたぜオバケの戦車 （3月3日）
22. 夢じゃなかったシンデレラ （3月10日）
23. かっこいいぞ空飛ぶラレロ （3月17日）
24. バンザイ勝ったぞ僕らのラレロ （3月24日）

## 補足
- 当番組終了後、日本テレビの平日18時台は、それまでの箱体制から帯体制となり、同時に再放送枠となった。
- 本作品の映像ソフト化に関しては、これまでに1985年に発売・レンタルされた「東映怪人怪獣大百科 怪人篇」（VHS版・東映ビデオ）に本編の一部が収録されている。
- ほかに同年に発売・レンタルされた「TVヒーロー主題歌全集 第1巻 特撮編」（VHS版・東映ビデオ）および、1998年から発売・レンタルされていたリニューアル版「東映TV特撮主題歌大全集」（VHS・LD・DVD版。東映ビデオ）にOPが収録されているのみで、これまでに全24話分の本編ビデオ・LD・DVD・ブルーレイソフト化はされていない｡

- 東映チャンネルでもこれまでに第1話の放映もされていないため、本作品に関するフィルムの現存状況は不明である｡